# Louis L'Amour
Louis L'Amour, pseudônimo de Louis Dearborn LaMoore (Jamestown (Dacota do Norte), 22 de março de 1908 – Los Angeles, 10 de junho de 1988) foi um escritor de ficção norte-americano, principalmente histórias de faroeste.

## Obras

### Romances
(incluindo colecções de romances)